# Jánoshida
Jánoshida är en ort i Ungern.   Den ligger i provinsen Jász-Nagykun-Szolnok, i den centrala delen av landet, 80 km öster om huvudstaden Budapest. Jánoshida ligger 86 meter över havet och antalet invånare är 2 709.
Terrängen runt Jánoshida är mycket platt. Runt Jánoshida är det ganska tätbefolkat, med 65 invånare per kvadratkilometer. Närmaste större samhälle är Jászapáti, 16,1 km norr om Jánoshida. Trakten runt Jánoshida består till största delen av jordbruksmark.